# Top Gun (film)
Top Gun este un film american din anul 1986 regizat de Tony Scott. Tom Cruise joacă în rolul principal un pilot de avion de vânătoare (F-14) al marinei militare americane. Filmul a fost produs de Don Simpson și Jerry Bruckheimer și a acumulat venituri de peste 350 milioane dolari. 

## Filmarea
Top Gun este un film de succes care a apărut prima dată în anul 1986 în Statele Unite ale Americii. Este un film de acțiune dar în același timp este un film de dragoste. A fost filmat la Fightertown, SUA, adevărata școală Top Gun și au fost folosite avioane de vânătoare F-14 Tomcat și piloți adevărați pentru filmarea scenelor aeriene.

## Subiectul
Protagonistul acestui film este Tom Cruise, în rolul locotenentului Pete Mitchell cu numele de cod Maverick, un pilot foarte bun dar cu un stil agresiv și care zboară fără să respecte regulile. Se întâlnește într-o misiune cu câteva MIG-uri cu care se luptă cu succes, dar partenerul său din celălalt avion, Cougar, se sperie, pierde controlul și este în imposibilitatea de a ateriza. Maverick deși mai are doar puțin combustibil se întoarce ca să-și ajute partenerul să aterizeze. Reușește sa-l aducă la sol. Odată întorși pe Enterprise, Cougar îi spune căpitanului ca se retrage din marină. Maverick și partenerul său Goose sunt trimiși la Miramar la Baza Avioanelor de Vânătoare pentru 5 săptămâni de antrenament cu cei mai buni piloți. Odată ajuns acolo Maverick își cunoaște rivalul, un pilot sub numele de cod Iceman. După prima zi de Top Gun, Maverick cunoaște o tânără cu care intră în vorbă iar a doua zi află că aceasta este instructor la Top Gun sub numele de Charlie și ea deține toate informațiile despre avioanele dușmane. Charlie află că Maverick a fost cel care a văzut MIG-urile și îl invită la cină ca să-i povestească despre MIG-uri. 
La primul exercițiu, vrând neapărat să câștige, Maverick încalcă anumite reguli și este depunctat și amenințat de căpitanul lor (Viper) că dacă nu va respecta regulile va fi dat afară.
La unul dintre cursurile predate de Charlie, Maverick are o dispută cu aceasta, cauzată de stilul agresiv al lui de zbura. După curs el pleacă nervos iar Charlie îl urmărește. În cearta dintre ei doi, ea îi mărturisește că este îndrăgostită de el după care urmează o noapte de dragoste.
La următorul exercițiu Maverick greșește din nou. În încercarea de a-l prinde pe Viper, el își părăsește partenerul, încălcând o regulă importantă a Top Gun-ului având mai apoi o altercație cu rivalul său, Iceman.
Când toate par să meargă bine în viața lui Maverick, se întâmplă o nenorocire: partenerul și prietenul lui Maverick, Goose, moare într-un accident în timpul unui exercițiu, avionul acestora prăbușindu-se. Afectat de moartea prietenului său, Maverick refuză să mai zboare din teamă, fiind hotărât să renunțe. Charlie încercă să-l convingă să nu renunțe dar nu reușește. Apare totuși la absolvirea școlii de piloți în rând cu ceilalți colegi ai săi. Într-o situație de criză, piloții sunt nevoiți sa pornească la luptă împotriva unor MIG-uri. Primii care pleacă la luptă este rivalul lui Maverick, Iceman, împreună cu Hollywood. Acesta din urmă este atacat de dușmani și se prăbușește. Maverick pornește în ajutorul lui Iceman. Într-un atac de panică, el se sperie și se întoarce. Amintindu-și de moartea lui Goose, el prinde curaj și se întoarce în luptă. Îl ajută pe Ice care este lovit. Reușește să doboare avioanele dușmane, lupta fiind o victorie, aici terminându-se și rivalitățile dintre el și Ice. Câștigă dreptul de a fi instructor la Top Gun. Finalul filmului este momentul în care el se întoarce la Miramar, unde o regăsește pe iubita sa, Charlie.

## Distribuție
- Tom Cruise este LT Pete "Maverick" Mitchell
- Anthony Edwards este LTJG Nick "Goose" Bradshaw
- Kelly McGillis este Charlotte "Charlie" Blackwood
- Meg Ryan este Carol Bradshaw
- Val Kilmer este LT Tom "Iceman" Kazansky

- Rick Rossovich este LTJG Ron "Slider" Kerner
- Tom Skerritt este CDR Mike "Viper" Metcalf
- Michael Ironside este LCDR Rick "Jester" Heatherly
- John Stockwell este LT Bill "Cougar" Cortell
- Tim Robbins este LT Sam "Merlin" Wells
- Whip Hubley este LT Rick "Hollywood" Neven
- Barry Tubb este Ensign Leonard "Wolfman" Wolfe
- David Patterson este LT Ben "Blade" Hogan
- Adrian Pasdar este LT Charles "Chipper" Piper
- Clarence Gilyard, Jr. este LTJG Marcus "Sundown" Williams
- James Tolkan este CDR Tom "Stinger" Jordan
- Duke Stroud este Air Boss Johnson
- Linda Rae Jurgens este Mary Metcalf

## Legături externe
- Top Gun la Internet Movie Database
- Top Gun (film) la TCM Movie Database
- Top Gun (film) la Allmovie
- Top Gun (film) la Rotten Tomatoes
- Top Gun Logo Generator